# Osmanský Kypr
Kyperský ejálet (v osmanské turečtině ایالت قبرص, Eyālet-i Ḳıbrıṣ) byl mezi lety 1571–1878 provincií (ejáletem) Osmanské říši, v letech 1670–1703 byl spravován jako polonezávislý sandžak. Ostrov byl dobyt tureckou invazí a připojen k říši roku 1571, kdy padly poslední zbytky ozbrojeného odporu místních křesťanských Řeků a Benátčanů. V 19. století začal postupně narůstat řecký nacionalismus. Řekové toužili po spojení ostrova s Řeckem (enosis). V roce 1878 ostrov získali do správy Britové, a to na základě tzv. Kyperské konvence, tajné dohody mezi Brity a Osmany. V roce 1914 byl Kypr k Británii oficiálně připojen.

## Dobytí Kypru Turky

### Pád Nikósie
60 000 vojáků včetně dělostřelectva a kavalérie se vylodilo pod vedením velkovezíra Laly Mustafy Pašy nedaleko Lemesu a 2. července 1570 obklíčili Nikósii. 9. září téhož roku Turci město dobyli a začalo masové vraždění a ničení. Islámští Turci zavraždili 20 000 obyvatel města. Jen menší část obyvatel nezavraždili, ale tu unesli do otroctví. Zničili všechny kostely ve městě.

### Pád Famagusty
O několik dní později padla i Kyrénie. Famagusta byla napadena 15. září 1570, jejíž obraně velel Astorre Baglioni. Město bránilo 8 500 mužů, kteří měli k dispozici celkem 90 děl. Počet obléhatelů činil přibližně 200 000. Začátkem roku 1571 se Turci pětkrát pokusili o průlom. Při těchto útocích ztratili přibližně 52 000 mužů. Místním obyvatelům však došly zásoby jídla. V červenci bylo schopno bránit město jen sedm set vojáků z původních 8 500. 1. srpna nabídl velitel obrany Marco Antonio Bragadin mír pod podmínkou, že obyvatelům bude umožněno se přestěhovat na Krétu. Lala Mustafa Paša s podmínkami kapitulace souhlasil, avšak jakmile vstoupil do města, začal vraždit jeho obyvatele. Všechny křesťany ve městě zavraždil. Lala Mustafa Paša veliteli obránců Bragadinovi osobně uřízl ucho. 7. října sice Benátčané porazili Turky v námořní bitvě u Lepanta, ale Kypr to již nezachránilo. Kypr se tak dostal na několik staletí pod islámskou nadvládu.